# Kurt Streit
Kurt Streit (* 14. Oktober 1959 in Itazuke, Japan) ist ein amerikanisch-österreichischer Opernsänger (Tenor).

## Leben
Kurt Streit wurde als Sohn amerikanischer Eltern in Japan geboren. Er studierte an der University of New Mexico bei Marilyn Tyler.
Streit begann seine sängerische Tätigkeit an den Opernhäusern in San Francisco, Santa Fe, Dallas, das Texas Opera Theater und der Milwaukee Skylight Comic Opera. In Europa trat er erstmals an der Staatsoper Hamburg in Opern von Mozart, Donizetti, und Rossini auf.
Weitere Auftritte hatte er auf Musikfestspielen in Schwetzingen, Aix-en-Provence, Salzburg and Glyndebourne.
Streit sang an der Wiener Staatsoper, am Theater an der Wien, an der Metropolitan Opera New York, am Covent Garden, und an der Mailänder Scala, sowohl an der Bastille als auch am Palais Garnier in Paris, Teatro Real und Zarzuela in Madrid sowie München, Brüssel, Leipzig, Düsseldorf und San Francisco.
Für seine Tonaufnahme von Brahms’ Liebeslieder-Walzer wurde er für einen Grammy nominiert.
Streit ist als Mozart-Spezialist bekannt und hat in 23 verschiedenen Produktionen von Mozarts Zauberflöte und sieben verschiedenen Produktionen von Mozarts Idomeneo mitgewirkt. Sein Repertoire reicht von Werken von Händel and Monteverdi über Beethoven und Komponisten des 19. and 20. Jahrhunderts wie Wagner, Johann Strauß, Berlioz und Janáček.
Im Jahr 2005 wurde er österreichischer Staatsbürger und lebt mit seinem Sohn in der Steiermark.

## Aufnahmen (Auswahl)
- Das Rheingold, Wagner, Oehms OC935 (Weigle; Dicke, Arwady; Stensvold, Schmeckenbecher; Frankfurt Museumsorchester)[6]
- Die Zauberflöte, Mozart, Decca 470 056-2 (Östman; Bonney, Jo, Cachemaille, Hagegard, Sigmundsson, Watson, Drottningholm Court Theatre Orchestra; Also released on L’Oiseau-Lyre 440 085-2)[6]
- Così fan tutte, Mozart, Erato 2292-45475-2 (Cuberli, Bartoli, Rodgers, Furlanetto, Tomlinson, Berlin Phil., Barenboim)[6]
- Così fan tutte, Mozart, EMI 5 56170 2 (Sir Simon Rattle; Finley, Allen, Martinpelto, Hagley, Murray)[6]
- Requiem, Mozart, BMG Classics (Nikolaus Harnoncourt; Christine Schäfer; Bernarda Fink; Gerald Finley; Concentus Musicus Wien; Arnold Schoenberg Choir; released on Deutsche Harmonia Mundi, 82876 58705 2)*[6]
- Die Entführung aus dem Serail, Mozart, Sony S2K 48053 (Bruno Weil; Studer, Szmytka, Gambill)[6]
- 9. Symphonie, Beethoven, EMI (Sir Simon Rattle; Vienna Philharmonic; Barbara Bonney; Thomas Hampson; Birgit Remmert)[6]
- Messe in D minor, Cherubini, EMI 7243 5 57166 2 (Riccardo Muti; Tilling, Fulgoni, Tomasson)[6]
- Das Buch mit Sieben Siegeln, Schmidt, Teldec -8573-81040 (Harnoncourt; Vienna Philharmonic; Roeschmann, Hawlata, Lipovsek, Lippert)[6]
- Liebesliederwalzer, Brahms, EMI 5 55430 2 (Bonney, Bär, von Otter, Deutsch)[6]
- Partenope, Handel, Chandos CHAN0717 (Christian Curnyn; Lawrence Zazzo, Stephen Wallace, Rosemary Joshua; Early Opera Company)[6]
- The Yeoman of the Guard, Gilbert & Sullivan, Philips 438-138-2 (Neville Marriner, Terfel, Allen)[6]
- Othmar Schoeck Lieder, Schoeck, Jecklin JD 679-2 (Rieger)[6]
- Paul Bunyan, Britten, Chandos Chan9781 (Live Recording Covent Garden, Hickox)[6]
- Echo et Narcisse, Gluck, Harmonica Mundi 405210/2 (Rene Jacobs)[6]
- Der Stein der Weisen, Mozart et al., TelArc 80508-2CD (Boston Baroque / Pearlman)[6]
- DVD Idomeneo, Mozart, Dynamic DV33463[6]
- DVD Rodelinda, Handel, Warner Music Vision -3984-23024-2, (William Christie; Anna Caterina Antonacci, Andreas Scholl)[6]
- Blu-ray: Médée, BelAir Classiques, (Stephan Metge; Nadja Michael, Christianne Stotijn, Gaëlle Arquez)